# Hadagali, Lingsugur
Hadagali là một làng thuộc tehsil Lingsugur, huyện Raichur, bang Karnataka, Ấn Độ.